# Авраам Пораз
Авраам Пораз (івр. אברהם פורז, нар. 9 серпня 1945, Бухарест) — ізраїльський політичний і державний діяч, колишній міністр внутрішніх справ Ізраїлю (2003—2004).

## Біографія
Авраам Пораз народився в Бухаресті, у Румунії 9 серпня 1945 року і репатріювався до Ізраїлю 1950 року. Він служив в Армії оборони Ізраїлю у військовій поліції, а потім вивчав право в Єврейському університеті в Єрусалимі і отримав сертифікат адвоката.
З 1983 по 1988 рік він був членом Тель-Авівської муніципальної ради та головою ревізійної комісії міста. Був головою партії «Шинуй» з 1982 по 1983 рік і потім знову з 1988–1990 роки.
З 1984 по 1988 рік він очолював проєкт по створенню другого ізраїльського телеканалу, кабельного телебачення та місцевого радіо.
1988 року його було обрано до Кнесету від партії «Шинуй». На наступних виборах в Кнесет він обирався від партії «Мерец», з якою злилися «Шинуй». У лютому 2003 року він був призначений міністром внутрішніх справ в уряді прем'єр-міністра Аріеля Шарона.